# Benjamin Bathurst (2e vicomte Bledisloe)
Pour les articles homonymes, voir Benjamin Bathurst et Bathurst.
Benjamin Ludlow Bathurst (2 octobre 1899 - 17 septembre 1979) est un avocat britannique.

## Carrière
Né à Westbury, Wiltshire, il est le fils aîné de Charles Bathurst, et de Bertha Susan Lopes, fille de Henry Lopes. Il fait ses études au Collège d'Eton et au Magdalen College, à Oxford. Il est un rameur distingué à Oxford, aidant l'équipage de Magdalen à gagner la Grand Challenge Cup à Henley en 1920.
En 1927, il est admis au Barreau de l'Inner Temple et du Lincoln's Inn.
Bledisloe combat pendant la Première Guerre mondiale et obtient le grade de sous-lieutenant au service de la Royal Artillery. Il sert pendant la Seconde Guerre mondiale, comme chef d'escadron dans la Royal Air Force. En 1956, il est nommé conseiller du Lincoln's Inn. Il succède à son père dans la vicomté en 1958. Il est un contributeur régulier à la Chambre des lords, parlant 64 fois entre 1959 et 1979.

## Famille
Lord Bledisloe épouse Joan, fille d'Otto Krishaber, le 2 juin 1933. Ils ont deux fils :
- Christopher Bathurst (3e vicomte Bledisloe) (né le 24 juin 1934, décédé le 12 mai 2009)
- David Charles Lopes Bathurst (né le 15 décembre 1937, décédé en 1992)

Lord Bledisloe est décédé en septembre 1979, âgé de 79 ans, et est remplacé dans la vicomté par son fils aîné. Lady Bledisloe est décédée en décembre 1999.